# Allières-et-Risset
Allières-et-Risset est une ancienne commune française de l'Isère. 

## Histoire
La commune a existé depuis la fin du XVIIIe siècle jusqu'en 1955. Entre 1790 et 1794, Allières fusionne avec Risset pour former la commune de Allières-et-Risset. En 1955, cette commune fusionne avec Varces ; cette nouvelle commune prend le nom de Varces-Allières-et-Risset. 